# Dòng thời gian của đại dịch COVID-19 tháng 5 năm 2020
Đây là dòng thời gian các sự kiện chính vào tháng 5 năm 2020 của đại dịch COVID-19, gây ra bởi SARS-CoV-2, lần đầu tiên được phát hiện ở Vũ Hán, Trung Quốc.

## Dòng thời gian

### 1 tháng 5
- Mỹ ghi nhận 1.067.289 ca nhiễm, trong đó 62.870 người tử vong, tăng lần lượt 29.763 và 2.024 ca.  (vnexpress)
- TT Trump dọa áp thuế mới với Trung Quốc khi nói có bằng chứng nCoV lọt ra từ phòng thí nghiệm Vũ Hán.
- Tây Ban Nha báo cáo thêm 2.740 ca nhiễm và 268 ca tử vong, nâng tổng số lên lần lượt 239.639 và 24.543. (vnexpress)
- Italy ghi nhận thêm 1.872 ca nhiễm và 285 ca tử vong, nâng tổng số lên lần lượt 205.463 và 27.967. Số người điều trị tích cực đã giảm từ 1.795 xuống còn 1.694.  (vnexpress)
- Anh vượt qua Pháp, trở thành vùng dịch lớn thứ tư toàn cầu với 171.253 ca nhiễm và 26.771 người tử vong, tăng 6.032 và 674 so với hôm trước. (vnexpress)
- Pháp xác nhận thêm 758 ca nhiễm và 289 ca tử vong, nâng tổng số lên lần lượt 167.178 và 24.376. Đây là mức tăng ca tử vong trong một ngày thấp nhất kể từ cuối tháng ba. (vnexpress)
- Đức ghi nhận thêm 1.470 ca nhiễm nCoV và 156 ca tử vong, nâng tổng số ca lần lượt lên 163.009 và 6.623.  (vnexpress)  Nước này đang nới lỏng phong tỏa, "bật đèn xanh" cho tổ chức tôn giáo, sân chơi, bảo tàng và sở thú mở cửa trở lại nhưng phải đảm bảo "các yêu cầu về vệ sinh, kiểm soát ra vào và tránh xếp hàng dài". Ngày 6/5, giới lãnh đạo Đức sẽ họp để ra quyết định về việc mở lại trường học, nhà hàng và giải bóng đá.
- Nga báo cáo thêm 7.099 ca nhiễm nCoV, nâng tổng số người nhiễm lên 106.498, trong đó 1.073 người chết. Đây là mức tăng ca nhiễm hàng ngày cao nhất kể từ khi Covid-19 bùng phát tại nước này. Hơn một nửa ca nhiễm mới xuất hiện ở thủ đô Moskva và các vùng lân cận. (vnexpress)
- Thủ tướng Nga Mikhail Mishustin, 54 tuổi, thông báo ông nhiễm nCoV và đang tự cách ly, đồng thời đề xuất Phó Thủ tướng thứ nhất Andrei Belousov thay thế. (vnexpress)
- Brazil ghi nhận thêm 6.019 ca nhiễm và 390 ca tử vong do nCoV, nâng ca nhiễm và ca tử vong lên lần lượt 85.380 và 5.901. (vnexpress)
- Mexico báo cáo 17.799 ca nhiễm và 1.732 ca tử vong, tăng lần lượt 1.047 và 163 ca.
- Tại Trung Đông, Arab Saudi ghi nhận 1.351 ca nhiễm mới và 5 ca tử vong, nâng tổng số ca nhiễm và tử vong cả nước lên 22.753 và 162.
- Tại Nam Á, Ấn Độ phát hiện 1.800 ca nhiễm mới và 75 ca tử vong, nâng tổng số lên lần lượt 34.862 và 1.154.

### 2 tháng 5
- Liên minh châu Âu gia tăng áp lực ngoại giao lên Trung Quốc, kêu gọi nước này hợp tác điều tra về nguồn gốc nCoV.  (vnexpress)
- 32.908 người nhiễm nCoV tại Mỹ trong 24 giờ qua, nâng tổng số ca nhiễm ở nước này lên 1.100.197. Trong số này, 64.600 người đã chết, tăng 1.130 so với hôm trước. (vnexpress)
- Tây Ban Nha xác nhận thêm 1.781 ca nhiễm nCoV, với 281 người tử vọng, nâng tổng số lên 240.040, trong đó 24.824 người chết.
- Italy ghi nhận thêm 1.965 ca nhiễm và 269 ca tử vong, nâng tổng số lên lần lượt 207.428 và 28.236.
- Anh  với 177.454 ca nhiễm và 27.510 người tử vong, tăng 6.201 và 739 so với hôm trước.
- Pháp xác nhận thêm 168 ca nhiễm và 218 ca tử vong, nâng tổng số lên lần lượt 167.346 và 24.594.
- Đức ghi nhận thêm 1.068 ca nhiễm nCoV và 133 ca tử vong, nâng tổng số ca lần lượt lên 164.077 và 6.736.
- Nga báo cáo thêm 7.933 ca nhiễm nCoV, mức tăng trong một ngày cao nhất kể từ khi dịch bùng phát, nâng tổng số người nhiễm lên 114.431. Thêm 96 người chết vì nCoV, nâng tổng số ca tử vong lên 1.169.
- Tại Mỹ Latin, Brazil ghi nhận thêm 6.357 ca nhiễm và 483 ca tử vong do nCoV, nâng tổng số lên lần lượt 91.737 và 6.384.
- Mexico báo cáo 19.224 ca nhiễm và 1.859 ca tử vong, tăng lần lượt 1.425 và 127 ca.
- Tại Trung Đông, Arab Saudi ghi nhận 1.344 ca nhiễm mới và 7 ca tử vong, nâng tổng số ca nhiễm và tử vong cả nước lên 24.097 và 169.
- Tại Nam Á, Ấn Độ phát hiện 2.394 ca nhiễm mới và 69 ca tử vong, nâng tổng số lên lần lượt 37.257 và 1.223.
- Trường Thú Y Quốc gia Alfort Pháp khuyến cáo các bệnh nhân Covid-19 cũng nên « giãn cách xã hội » với mèo mà họ nuôi trong nhà. (RFI)

### 3 tháng 5
- Tổng thống Mỹ Donald Trump sa thải bà Christi A. Grimm, lãnh đạo cơ quan thanh tra cao nhất của Bộ Y tế và Dịch vụ Nhân sinh, sau khi văn phòng của bà công bố một báo cáo cho thấy tình trạng thiếu hụt nghiêm các bộ xét nghiệm và đồ bảo hộ cá nhân ở các bệnh viện Mỹ trong đại dịch COVID-19. (WP)
- Mỹ hiện là vùng dịch lớn nhất thế giới với 1.158.881 ca nhiễm nCoV, tăng 27.851 ca so với hôm trước. Thêm 1.540 người chết vì nCoV, nâng tổng số lên 67.293.
- New York với 319.213 ca nhiễm, tăng 3.991 so với hôm trước. Trong số này, thêm 299 người chết, nâng tổng số lên 24.368.
- Tây Ban Nha xác nhận thêm 1.366 ca nhiễm nCoV, nâng tổng người nhiễm lên 216.582, trong đó 25.100 người chết, tăng 276 ca trong 24 giờ qua.
- Italy ghi nhận thêm 1.900 ca nhiễm và 474 ca tử vong, nâng tổng số lên lần lượt 209.328 và 28.710.
- Anh là vùng dịch lớn thứ tư thế giới với 182.260 ca nhiễm và 28.131 ca tử vong, tăng 4.806 và 621 so với hôm trước.
- Pháp xác nhận thêm 1.050 ca nhiễm và 166 ca tử vong, nâng tổng số lên 168.396 và 24.760.
- Đức ghi nhận thêm 940 ca nhiễm và 94 ca tử vong. Tổng số ca nhiễm và chết vì nCoV tại Đức lần lượt là 161.703 và 1.639.
- Nga báo cáo thêm 9.623 ca nhiễm nCoV, mức tăng ca nhiễm mới cao nhất từ trước tới nay, nâng tổng số lên 124.054. Thêm 53 người chết, giảm đáng kể so với mức 96 hôm trước, nâng tổng số lên 1.222.
- Mexico báo cáo 20.739 ca nhiễm và 1.972 ca tử vong, tăng lần lượt 1.515 và 113 so với hôm trước.
- Arab Saudi xác nhận 1.362 ca nhiễm và 7 ca tử vong mới, nâng tổng số lần lượt lên 25.459 và 176.
- Ấn Độ ghi nhận số ca nhiễm nCoV mới cao kỷ lục ở mức 2.293, nâng tổng số người nhiễm lên 37.366. Thêm 66 người chết, nâng tổng số ca tử vong lên 1.218. (vnexpress)

### 4 tháng 5
- Mỹ  báo cáo 1.187.035 ca nhiễm nCoV, tăng 26.261 ca so với hôm trước. Thêm 1.115 người chết vì nCoV, nâng tổng số trường hợp tử vong lên 68.559.
- Tây Ban Nha ghi nhận thêm 164 người chết do nCoV, mức thấp nhất từ 18/3, nâng tổng số ca tử vong do nCoV lên 25.264. Số ca nhiễm tăng 838 trường hợp lên 217.466.
- Italy ghi nhận thêm 1.389 ca nhiễm và 174 ca tử vong, nâng tổng số lên lần lượt 210.717 và 28.884.
- Anh với 186.599 ca nhiễm và 28.446 người tử vong, tăng 4.339 và 315 so với hôm trước.
- Rolls-Royce sẽ cắt giảm tới 8.000 trong số 52.000 nhân công của mình. Nhà sản xuất động cơ máy bay của Anh bị ảnh hưởng nặng nề vì ngành hàng không suy sụp do đại dịch covid-19.  (laodong)
- Pháp xác nhận thêm 297 ca nhiễm và 135 ca tử vong, nâng tổng số lên lần lượt 168.693 và 24.895.
- Đức ghi nhận thêm 697 ca nhiễm và 54 ca tử vong. Tổng số ca nhiễm và chết vì nCoV tại Đức lần lượt là 165.664 và 6.866.
- Nga báo cáo thêm 10.633 ca nhiễm nCoV, mức tăng trong một ngày cao nhất kể từ khi dịch bùng phát, nâng tổng số người nhiễm lên 134.687. Thêm 58 người chết vì nCoV, nâng tổng số ca tử vong lên 1.280.
- Thêm một bác sĩ ở Nga "ngã từ cửa sổ" vì than phiền là dương tính nCoV mà vẫn phải đi làm. Trước đó 2 tuần, hai bác sĩ Nga khác đã "ngã từ cửa sổ nhà cao tầng" tại bệnh viện được nói là đều đã than phiền về tình trạng thiếu bảo hộ y tế và ca kíp làm việc.  (BBC)
- Brazil là vùng dịch lớn nhất khu vực Mỹ Latin với 101.147 ca nhiễm và 7.025 ca tử vong, tăng lần lượt 4.588 và 275.
- Mexico báo cáo 22.088 ca nhiễm và 2.061 ca tử vong, tăng lần lượt 1.349 và 89 ca.
- Arab Saudi ghi nhận 1.552 ca nhiễm mới và 8 ca tử vong, nâng tổng số ca nhiễm và tử vong cả nước lên 27.011 và 184.
- Ấn Độ phát hiện 2.806 ca nhiễm mới và 68 ca tử vong, nâng tổng số lên lần lượt 42.505 và 1.391. (vnexpress)
- Liên minh tình báo Ngũ Nhãn (Five Eyes), gồm Mỹ, Anh, Australia, New Zealand và Canada cáo buộc Trung Quốc che đậy thông tin về virus bằng cách bác bỏ khả năng lây từ người sang người của nCoV, "bịt miệng" các bác sĩ cảnh báo sớm, xóa bằng chứng trong phòng thí nghiệm và không chịu cung cấp mẫu sinh phẩm cho các nhà khoa học quốc tế nghiên cứu vaccine. (vnexpress)

### 5 tháng 5
- Mỹi với 1.210.356 ca nhiễm nCoV, tăng 23.321 ca so với hôm trước. Thêm 1.126 người chết vì nCoV, nâng tổng số trường hợp tử vong lên 69.723.
- Tây Ban Nha ghi nhận thêm 164 người chết do nCoV, nâng tổng số ca tử vong do nCoV lên 25.428. Số ca nhiễm tăng 838 lên 248.301.
- Italy ghi nhận thêm 1.221 ca nhiễm và 195 ca tử vong, nâng tổng số lên lần lượt 211.938 và 29.079.
- Anh là vùng dịch lớn thứ ba toàn cầu với 190.584 ca nhiễm và 28.734 người tử vong, tăng 3.985 và 288 so với hôm trước.
- Pháp xác nhận thêm 769 ca nhiễm và 306 ca tử vong, nâng tổng số lên lần lượt 169.462 và 25.201.
- Đức ghi nhận thêm 488 ca nhiễm và 127 ca tử vong. Tổng số ca nhiễm và chết vì nCoV tại Đức lần lượt là 166.152 và 6.993.
- Nga ghi nhận thêm 10.581 ca nhiễm nCoV, giảm nhẹ so với mức kỷ lục trước đó một ngày, nâng tổng số người nhiễm lên 145.268. Thêm 76 người chết vì nCoV, nâng tổng số ca tử vong lên 1.356.
- Brazil là vùng dịch lớn nhất khu vực Mỹ Latin với 107.844 ca nhiễm và 7.328 ca tử vong, tăng lần lượt 6.697 và 303.
- Mexico báo cáo 23.471 ca nhiễm và 2.154 ca tử vong, tăng lần lượt 1.383 và 93 ca.
- Arab Saudi ghi nhận 1.654 ca nhiễm mới và 7 ca tử vong, nâng tổng số ca nhiễm và tử vong cả nước lên 28.656 và 191.
- Ấn Độ ghi nhận 2.856 ca nhiễm nCoV mới, mức cao nhất từ khi Covid-19 bùng phát tại nước này, nâng tổng số người nhiễm cả nước lên 42.836. Thêm 94 người chết vì Covid-19, nâng tổng số ca tử vong lên 1.394. (vnexpress)
- Đài Bắc kêu gọi Tổ chức Y tế Thế giới loại Trung Quốc ra khỏi tổ chức vì thiếu trách nhiệm trong vụ đại dịch Covid-19, cho là, chỉ có Đài Loan, với một chính quyền được bầu một cách dân chủ mới xứng đáng đại diện cho nhân dân trong một định chế quốc tế. Trung Quốc là một chế độ không xứng đáng. (RFI)

### 6 tháng 5
- Mỹ với 1.235.919 ca nhiễm nCoV, tăng 23.084 ca so với hôm trước. Thêm 2.242 người chết vì nCoV, nâng tổng số trường hợp tử vong lên 72.163.
- Tây Ban Nha ghi nhận thêm 185 người chết do nCoV, nâng tổng số ca tử vong tại nước này lên 25.613, xếp thứ 4 thế giới, sau Mỹ, Italy và Anh. Số ca nhiễm tăng 2.260, lên 250.561.
- Italy ghi nhận thêm 1.075 ca nhiễm và 236 ca tử vong, nâng tổng số lên lần lượt 213.013 và 29.315.
- Theo thống kê do chính phủ tiến hành hàng ngày, số ca nhiễm và tử vong vì nCoV tại Anh lần lượt là 194.990 và 29.427.  Theo dữ liệu mới do Cơ quan Thống kê Quốc gia Anh (ONS) công bố hôm qua, tính đến 24/4, 29.648 người đã chết tại Anh và Xứ Wales với Covid-19 được đề cập trong giấy chứng tử. Khi tính thêm những ca tử vong tại Scotland và Bắc Ireland, số người chết do Covid-19 trên toàn Vương quốc Liên hiệp Anh và Bắc Ireland hiện là 32.313, cao nhất châu Âu.
- Pháp xác nhận thêm 1.089 ca nhiễm và 330 ca tử vong, nâng tổng số lên lần lượt 170.551 và 25.531.
- Đức ghi nhận thêm 593 ca nhiễm, nâng tổng số ca nhiễm lên 166.745, trong đó 6.993 người đã chết.
- Nga hôm qua đánh dấu ngày thứ ba liên tiếp ghi nhận trên 10.000 ca nCoV mới, khi báo cáo thêm 10.102 trường hợp, nâng tổng số người nhiễm lên 155.370. Số người chết vì nCoV của nước này cũng tăng lên 1.451 sau khi ghi nhận 95 ca tử vong mới.
- Brazil là vùng dịch lớn nhất khu vực với 114.715 ca nhiễm và 7.921 ca tử vong, tăng lần lượt 6.449 và 578.
- Mexico báo cáo 24.905 ca nhiễm và 2.271 ca tử vong, tăng lần lượt 1.434 và 117 ca.
- Arab Saudi ghi nhận 1.595 ca nhiễm mới và 9 ca tử vong, nâng tổng số ca nhiễm và tử vong cả nước lên 30.251 và 200.  (vnexpress)

### 7 tháng 5
- Mỹ với 1.258.051 ca nhiễm nCoV, tăng 20.418 ca so với hôm trước. Thêm 1.919 người chết vì nCoV, nâng tổng số trường hợp tử vong lên 74.190.
- Tây Ban Nha ghi nhận thêm 244 người chết do nCoV, nâng tổng số ca tử vong lên 25.857. Số ca nhiễm tăng 3.121, lên 250.561. Quốc hội Tây Ban Nha đã kéo dài tình trạng khẩn cấp quốc gia tới ngày 23/5.
- Italy ghi nhận thêm 1.444 ca nhiễm và 369 ca tử vong, nâng tổng số lên lần lượt 214.457 và 29.684. 93.245 người đã bình phục.
- Anh với 201.101 ca nhiễm, tăng 6.111 ca, với 30.076 ca tử vong, tăng 649 so với hôm trước.
- Pháp xác nhận thêm 3.640 ca nhiễm và 278 ca tử vong, nâng tổng số lên lần lượt 174.191 và 25.809.
- Đức ghi nhận thêm 1.155 ca nhiễm, nâng tổng số lên 168.162, trong đó 7.275 người chết, tăng 282 ca.
- Nga đánh dấu ngày thứ tư liên tiếp ghi nhận trên 10.000 ca nCoV mới, khi báo cáo thêm 10.559 trường hợp, nâng tổng số người nhiễm lên 165.929. Số người chết tăng lên 1.537 sau khi ghi nhận 86 ca tử vong mới.
- Brazil với 125.218 ca nhiễm và 8.536 ca tử vong, tăng lần lượt 10.503 và 615.
- Mexico báo cáo 26.025 ca nhiễm và 2.507 ca tử vong, tăng lần lượt 1.120 và 236 ca.
- Arab Saudi ghi nhận thêm 1.687 ca nhiễm và 9 ca tử vong, nâng tổng số lên lần lượt 31.938 và 209.
- Ấn Độ ghi nhận 3.587 ca nhiễm nCoV mới, nâng tổng số lên 52.987. Thêm 92 người chết, nâng tổng số ca tử vong lên 1.785. (vnexpress)
- Mặc dù có dấu hiệu, tuy không đồng đều, là đại dịch coronavirus đang giảm bớt, ủy ban châu Âu ước tính kinh tế châu Âu sẽ ít hơn 7,4 % năm nay, suy thoái trầm trọng nhất trong lịch sử.  (NYT)

### 8 tháng 5
- Mỹ với 1.290.242 ca nhiễm nCoV, tăng 32.191 ca so với hôm trước. Thêm 2.674 người chết vì nCoV, nâng tổng số trường hợp tử vong lên 76.864.
- Các nhà nghiên cứu cho biết sự bùng phát coronavirus ở thành phố New York là nguồn lây nhiễm chủ yếu trên khắp nước Mỹ, cả du khách và người dân địa phương lan truyền nó đi khắp đất nước trước khi bị ra lệnh phải ở nhà. (NYT)
- Tây Ban Nha ghi nhận thêm 213 người chết do nCoV, nâng tổng số ca tử vong lên 26.070. Số ca nhiễm tăng 6.294, lên 256.855.
- Italy ghi nhận thêm 1.401 ca nhiễm và 274 ca tử vong, nâng tổng số lên lần lượt 215.858 và 29.958
- Anh với 206.715 ca nhiễm, tăng 5.614 ca, với 30.615 ca tử vong, tăng 539 so với hôm trước.
- Pháp xác nhận thêm 600 ca nhiễm và 178 ca tử vong, nâng tổng số lên lần lượt 174.791 và 25.987.
- Paris và bốn khu vực kế cận - gồm Ile-de-France, Hauts-de-France, Grand Est và Bourgogne-Franche-Comte tiếp tục bị phong tỏa, trong khi các vùng khác ở Pháp được nới lỏng từ thứ 2 tới.  (BBC)
- Đức ghi nhận thêm 1.268 ca nhiễm, nâng tổng số lên 169.430, trong đó 7.392 người chết, tăng 117 ca.
- Nga báo cáo thêm 11.231 trường hợp, nâng tổng số người nhiễm lên 177.160. Số người chết tăng lên 1.625 sau khi ghi nhận 88 ca tử vong mới.
- Brazil  với 135.160 ca nhiễm và 9.146 ca tử vong, tăng lần lượt 9.942 và 610.
- Mexico báo cáo 27.634 ca nhiễm và 2.704 ca tử vong, tăng lần lượt 1.609 và 197 ca.
- Iran với 103.135 ca nhiễm, tăng 1.485 ca trong vòng 24 giờ. Nước này cũng ghi nhận thêm 146 ca tử vong, nâng tổng số người chết vì nCoV lên 6.486.
- Arab Saudi ghi nhận thêm 1.793 ca nhiễm và 10 ca tử vong, nâng tổng số lên lần lượt 33.731 và 219.
- Ấn Độ ghi nhận 3.364 ca nhiễm nCoV mới, nâng tổng số lên 56.351. Thêm 104 người chết, nâng tổng số ca tử vong lên 1.889. (vnexpress)

### 9 tháng 5
- Mỹ với 1.320.272 ca nhiễm, tăng 27.649 ca so với hôm trước. Thêm 1.604 người chết, nâng tổng số trường hợp tử vong lên 78.532.
- Tây Ban Nha ghi nhận thêm 229 người chết do nCoV, nâng tổng số lên 26,299. Số ca nhiễm tăng 3.262, lên 260.117.
- Italy ghi nhận thêm 1.327 ca nhiễm và 243 ca tử vong, nâng tổng số lên lần lượt 217.185 và 30.201.
- Anh với 211.364 ca nhiễm, tăng 4.649 ca, với 31.241 ca tử vong, tăng 626 so với hôm trước.
- Nga báo cáo thêm 10.699 trường hợp, nâng tổng số người nhiễm lên 187.859. Số người chết tăng lên 1.723 sau khi ghi nhận 98 ca tử vong mới.
- Pháp xác nhận thêm 1.288 ca nhiễm và 243 ca tử vong, nâng tổng số lên lần lượt 176.079 và 26.230.
- Đức ghi nhận thêm 1.158 ca nhiễm, nâng tổng số lên 170.588, trong đó 7.510 người chết, tăng 118 ca.
- Brazil với 145.328 ca nhiễm và 9.897 ca tử vong, tăng lần lượt 9.635 và 709.
- Mexico báo cáo 29.616 ca nhiễm và 2.961 ca tử vong, tăng lần lượt 1.982 và 257 ca.
- Ấn Độ ghi nhận 3.342 ca nhiễm nCoV mới, nâng tổng số lên 59.693. Thêm 96 người chết, nâng tổng số ca tử vong lên 1.985. (vnexpress)

### 10 tháng 5
- Mỹ với 1.346.332 ca nhiễm, tăng 24.547 ca so với hôm trước. Thêm 1.389 người chết, nâng tổng số trường hợp tử vong lên 80.004.
- Cựu tổng thống Mỹ Obama chỉ trích cách chính quyền Trump phản ứng trước Covid-19 là "thảm họa hỗn loạn" trong một cuộc gọi với các cộng sự cũ ở Nhà Trắng. (vnexpress)
- Tây Ban Nha ghi nhận thêm 179 người chết do nCoV, nâng tổng số lên 26.478. Số ca nhiễm tăng 2.666, lên 262.783.
- Italy ghi nhận thêm 1.083 ca nhiễm và 194 ca tử vong, nâng tổng số lên lần lượt 218.268 và 30.395.
- Anh với 215.260 ca nhiễm, tăng 3.896 ca,  với 31.587 ca tử vong, tăng 346 so với hôm trước.
- Thủ tướng Anh Johnson thông báo, hạn chế đi lại mà bắt đầu từ 23 tháng 3 sẽ bị kéo dài thêm 3 tuần. Từ đầu tháng 6 học sinh tiểu học đi học dần dần trở lại và một số cửa tiệm được mở cửa. Trong tháng 7 một vài hàng quán cũng như cơ sở giải trí được hoạt đông trở lại. (Welt)
- Nga báo cáo thêm 10.817 trường hợp, nâng tổng số người nhiễm lên 198.676. Số người chết tăng lên 1.827 sau khi ghi nhận 104 ca tử vong mới.
- Pháp xác nhận thêm 579 ca nhiễm và 80 ca tử vong, nâng tổng số lên lần lượt 176.658 và 26.310. (vnexpress)
- Thượng viện và Hạ viện Pháp đã thông qua luật kéo dài « tình trạng khẩn cấp y tế », có hiệu lực kể từ ngày 24/03, đến hết ngày 10/07 để chống dịch Covid-19. (RFI)
- Đức ghi nhận thêm 736 ca nhiễm, nâng tổng số lên 171.324, trong đó 7.549 người chết, tăng 39 ca.

### 11 tháng 5
- Mỹ với 1.365.532 ca nhiễm, tăng 19.200 ca so với hôm trước. Thêm 728 người chết, nâng tổng số trường hợp tử vong lên 80.732.
- Tây Ban Nha ghi nhận thêm 143 người chết do nCoV, nâng tổng số lên 26.621. Số ca nhiễm tăng 1.880, lên 264.663.
- Italy ghi nhận thêm 802 ca nhiễm và 165 ca tử vong, nâng tổng số lên lần lượt 219.070 và 30.560.
- Anh với 219.183 ca nhiễm, tăng 3.923 ca, với 31.855 ca tử vong, tăng 268 ca so với hôm trước.
- Nga báo cáo thêm 11.012 trường hợp, nâng tổng số người nhiễm lên 209.688. Số người chết tăng lên 1.915 sau khi ghi nhận 88 ca tử vong mới.
- Pháp xác nhận thêm 312 ca nhiễm và 70 ca tử vong, nâng tổng số lên lần lượt 176.970 và 26.380.
- Đức ghi nhận thêm 456 ca nhiễm, nâng tổng số lên 171.780, trong đó 7.560 người chết, tăng 11 ca. (vnexpress)

### 12 tháng 5
- Mỹ hiện ghi nhận 1.384.033 người nhiễm nCoV, tăng 18.501 ca trong 24 giờ qua. Số người chết do nCoV ở nước này cũng tăng thêm 971 trường hợp lên 81.703,
- Tây Ban Nha, vùng dịch lớn nhất châu Âu, ghi nhận thêm 123 người chết do nCoV, nâng tổng số lên 26.744. Số ca nhiễm tăng 3.480, lên 266.143.
- Ca nhiễm và tử vong do nCoV ở Anh lần lượt là 223.060 và 32.065 sau khi báo cáo thêm lần lượt 3.877 và 210 ca.
- Nga ghi nhận 11.656 ca nhiễm nCoV mới, nâng tổng số người nhiễm lên hơn 221.000, trong đó 2.009 người đã tử vong.
- Mặc dù có sự gia tăng mạnh về số ca mới, ông Putin, tuyên bố thành công trong việc làm giảm sự lây lan của coronavirus, ra lệnh chấm dứt "giai đoạn không làm việc" trên toàn quốc bắt đầu vào cuối tháng 3. (NYT)
- Một nhà nghiên cứu tại Học viện Kinh tế Quốc gia và Hành chính Tổng thống Moskva cho biết, dựa theo con số người chết trung bình trong tháng 4 ở Moskva con số người chết vì đại dich nCoV có lẽ cao hơn gấp 3 so với con số chính thức. (NYT)
- Italy ghi nhận thêm 744 ca nhiễm và 179 ca tử vong, nâng tổng số lên lần lượt 219.814 và 30.739.
- Pháp xác nhận thêm 453 ca nhiễm và 263 ca tử vong, tăng mạnh so với những ngày trước đó, nâng tổng số lên lần lượt 177.423 và 26.643.
- Đức ghi nhận thêm 697 ca nhiễm, nâng tổng số lên 172.576, trong đó 7.661 người chết, tăng 92 ca. (vnexpress)

### 13 tháng 5
- Mỹ hiện ghi nhận 1.407.928 người nhiễm nCoV, tăng 23.895 ca trong 24 giờ qua. Số người chết do nCoV ở nước này cũng tăng thêm 1.654 trường hợp lên 83.357. Viện Đo lường và Đánh giá Sức khỏe Mỹ tuần qua đã nâng dự báo số ca tử vong ở nước này lên gần gấp đôi do "sự bùng nổ của hoạt động đi lại ở một số bang".
- TT Trump bỏ ngang cuộc họp báo hôm 11/5 về đại dịch nCoV và sau đó viết trên twitter than phiền, khi 3 nữ phóng viên hơp tác với nhau không theo luật chơi của ông. (vnexpress)
- Nga ghi nhận 10.899 ca nhiễm nCoV mới, nâng tổng số người nhiễm lên hơn 232.243, trong đó 2.116 người đã tử vong. Đây là ngày thứ 10 liên tiếp Nga tăng trên 10.000 ca, trở thành vùng dịch lớn thứ 2 thế giới về số ca nhiễm.
- Mặc dù Nga chấm dứt lệnh phong tỏa triệt để trên toàn quốc, kéo dài từ 6 tuần nay, lệnh cấm các hoạt động tập hợp đông công chúng và cấm người trên 65 tuổi ra khỏi nhà vẫn có hiệu lực trên toàn quốc.
- Thủ đô Moskva, với hơn 121 nghìn ca dương tính, sẽ tiếp tục duy trì phong tỏa cho đến 31/05. Ngoại trừ các ngành xây dựng, và nhiều ngành công nghiệp ở Moskva, với khoảng nửa triệu lao động, sẽ hoạt động trở lại ngay từ ngày 12/05.  (RFI)
- Tây Ban Nha ghi nhận thêm 176 người chết do nCoV, nâng tổng số lên 26.920. Số ca nhiễm tăng 1.377, lên 269.520.
- Ca nhiễm và tử vong do nCoV ở Anh lần lượt là 226.463 và 32.692 sau khi báo cáo thêm lần lượt 3.403 và 627 ca.
- Italy ghi nhận thêm 1.402 ca nhiễm và 172 ca tử vong, nâng tổng số lên lần lượt 221.216 và 30.911.
- Pháp xác nhận thêm 802 ca nhiễm và 348 ca tử vong, tăng mạnh so với những ngày trước đó, nâng tổng số lên lần lượt 178.225 và 26.991.
- Đức ghi nhận thêm 595 ca nhiễm, nâng tổng số lên 173.171, trong đó 7.738 người chết, tăng 77 ca.  (vnexpress)
- Các nhân viên của Twitter, khoảng gần 5.000 người, làm việc từ nhà vì đại dịch. Theo hãng này họ có thể tiếp tục như vậy sau cuộc đại dịch và sẽ được hỗ trợ thêm về tài chánh khi họ làm từ nhà.  (spiegel)

### 14 tháng 5
- Mỹ ghi nhận 1.428.993 người nhiễm nCoV, tăng 20.357 ca trong 24 giờ qua. Số người chết do nCoV ở nước này cũng tăng 1.719 trường hợp lên 85.144.
- Số người nộp đơn xin trợ cấp tuần qua ở Mỹ lên tới gần 3 triệu người này nâng tổng số người nộp đơn xin trợ cấp thất nghiệp lên gần 36.5 triệu người. (nguoi-viet)
- Tây Ban Nha, vùng dịch lớn nhất châu Âu, ghi nhận thêm 184 người chết do nCoV, nâng tổng số lên 27.104. Số ca nhiễm tăng 1.575, lên 271.095.
- Nga ghi nhận 10.028 ca nhiễm nCoV mới, nâng tổng số người nhiễm lên hơn 242.271, trong đó 2.212 người tử vong.
- Ca nhiễm và tử vong do nCoV ở Anh lần lượt là 229.705 và 33.186 sau khi báo cáo thêm lần lượt 3.403 và 627 ca.
- Italy ghi nhận thêm 888 ca nhiễm và 195 ca tử vong, nâng tổng số lên lần lượt 229.705 và 33.186.
- Pháp xác nhận 178.060 ca nhiễm và 27.074 ca tử vong, tăng 83 ca so với một ngày trước đó.
- Đức ghi nhận thêm 927 ca nhiễm, nâng tổng số lên 174.098, trong đó 7.859 người chết, tăng 121 ca.  (vnexpress)

### 15 tháng 5
- Tổng số ca nhiễm và tử vong do nCoV ở Mỹ lần lượt là 1.454.448 và 86.804, sau khi ghi nhận thêm 20.357 ca nhiễm và 1.660 ca tử vong trong 24 giờ qua.
- Tây Ban Nha báo cáo thêm 1.551 ca nhiễm và 217 ca tử vong, nâng ca nhiễm và tử vong lên lần lượt 272.646 và 27.321.
- Nga ghi nhận 9.974 ca nCoV mới, lần đầu dưới mức 10.000 kể từ 2/5, nâng tổng số người nhiễm lên 252.245. Thêm 93 người chết vì nCoV tại Nga nâng tổng số ca tử vong lên 2.305.
- Ca nhiễm và tử vong do nCoV ở Anh lần lượt là 233.151 và 33.614 sau khi báo cáo thêm lần lượt 3.446 và 428 ca.
- Italy ghi nhận thêm 992 ca nhiễm và 262 ca tử vong, nâng tổng số lên lần lượt 223.096 và 31.368.
- Pháp xác nhận 178.870 ca nhiễm và 27.425 ca tử vong, tăng lần lượt 810 và 351 ca so với một ngày trước đó.
- Đức ghi nhận thêm 877 ca nhiễm, nâng tổng số lên 174.975, trong đó 7.928 người chết, tăng 67 ca. (vnexpress)
- Quy định cách ly được ban hành do nguy cơ nhiễm Coronavirus cho những người trở về và tới Đức từ các nước EU và Schengen sẽ được bãi bỏ. (FAZ)

### 16 tháng 5
- Tổng số ca nhiễm và tử vong do nCoV ở Mỹ lần lượt là 1.482.524 và 88.424, sau khi ghi nhận thêm 24.931 ca nhiễm và 1.512 ca tử vong trong 24 giờ qua.
- Tây Ban Nha báo cáo thêm 1.721 ca nhiễm và 138 ca tử vong, nâng ca nhiễm và tử vong lên lần lượt 274.367 và 27.459.
- Nga với 262.843 người nhiễm, tăng 10.598 ca. Nước này ghi nhận thêm 118 người chết vì nCoV, mức tăng trong 24 giờ kỷ lục, nâng tổng số ca tử vong lên 2.418.
- Ca nhiễm và tử vong do nCoV ở Anh lần lượt là 236.711 và 33.998 sau khi báo cáo thêm lần lượt 3.560 và 384 ca.
- Italy ghi nhận thêm 789 ca nhiễm và 242 ca tử vong, nâng tổng số lên lần lượt 223.885 và 31.610.
- Ở Ý từ thứ 2 các cửa tiệm sẽ mở cửa lại. Các hồ bơi và phòng tập thể dục dụng cụ sẽ được mở trở lại từ 25 tháng 5. Nhà hát và rạp chiếu phim từ 15 tháng 6. Từ 3 tháng 6 đi lại từ các nước EU sẽ không bị cách ly. (spiegel)
- Pháp xác nhận 179.433 ca nhiễm và 27.529 ca tử vong, tăng lần lượt 563 và 104 ca.
- Đức ghi nhận thêm 703 ca nhiễm, nâng tổng số lên 175.678, trong đó 7.999 người chết, tăng 71 ca. (vnexpress)

### 17 tháng 5
- Tổng số ca nhiễm và tử vong do nCoV ở Mỹ lần lượt là 1.505.250 và 89.521, sau khi ghi nhận thêm 22.726 ca nhiễm và 1.097 ca tử vong trong 24 giờ qua.
- Tây Ban Nha báo cáo thêm 2.138 ca nhiễm và 104 ca tử vong, nâng ca nhiễm và tử vong lên lần lượt 276.505 và 27.563.
- Nga với 272.043 người nhiễm, tăng 9.200 ca. Nước này ghi nhận thêm 119 người chết vì nCoV, mức tăng trong 24 giờ kỷ lục, nâng tổng số ca tử vong lên 2.537.
- Ca nhiễm và tử vong do nCoV ở Anh lần lượt là 240.161 và 34.466 sau khi báo cáo thêm lần lượt 3.450 và 468 ca.
- Italy ghi nhận thêm 875 ca nhiễm và 153 ca tử vong, nâng tổng số lên lần lượt 224.760 và 31.763.
- Đức ghi nhận thêm 569 ca nhiễm, nâng tổng số lên 176.247, trong đó 8.027 người chết, tăng 28 ca. (vnexpress)

### 18 tháng 5
- Tổng số ca nhiễm và tử vong do nCoV ở Mỹ lần lượt là 1.526.826 và 90.973, sau khi ghi nhận thêm 19.053 ca nhiễm và 860 ca tử vong trong 24 giờ qua.
- Nga với 281.752 ca nhiễm, tăng 9.709 ca so với hôm trước. Tổng số ca tử vong trên cả nước là 2.631, tăng 94 trường hợp.
- Tây Ban Nha báo cáo thêm 1.214 ca nhiễm và 87 ca tử vong, nâng tổng số lên lần lượt 277.719 và 27.650.
- Ca nhiễm và tử vong do nCoV ở Anh lần lượt là 243.695 và 34.636 sau khi báo cáo thêm lần lượt 3.534 và 170 ca.
- Italy ghi nhận thêm 675 ca nhiễm và 145 ca tử vong, nâng tổng số lên lần lượt 225.435 và 31.908.
- Pháp báo cáo thêm 204 ca nhiễm, nâng tổng số lên 179.569, trong đó 28.108 người chết, tăng 483 ca.
- Đức ghi nhận thêm 381 ca nhiễm và 28 ca tử vong, nâng tổng số lên lần lượt 176.625 và 8.048.  (vnexpress)

### 19 tháng 5
- Tổng số ca nhiễm và tử vong do nCoV ở Mỹ lần lượt là 1.548.830 và 91.873, sau khi ghi nhận thêm 22.004 ca nhiễm và 900 ca tử vong trong 24 giờ qua.
- Nga  ghi nhận tổng cộng 290.678 ca nhiễm nCoV trên toàn quốc, cao thứ hai thế giới, trong đó 2.722 người đã chết, ghi nhận thêm 8.926 người nhiễm nCoV
- Tây Ban Nha báo cáo thêm 469 ca nhiễm và 59 ca tử vong, nâng tổng số lên lần lượt 278.188 và 27.709.
- Ca nhiễm và tử vong do nCoV ở Anh lần lượt là 246.406 và 34.796 sau khi báo cáo thêm lần lượt 2.711 và 160 ca.
- Italy ghi nhận thêm 451 ca nhiễm và 99 ca tử vong, nâng tổng số lên lần lượt 225.886 và 32.007.
- Pháp báo cáo thêm 358 ca nhiễm, nâng tổng số lên 179.927, trong đó 28.239 người chết, tăng 131 ca.
- Đức ghi nhận thêm 638 ca nhiễm và 74 ca tử vong, nâng tổng số lên lần lượt 177.289 và 8.123.  (vnexpress)
- Tất cả những ai đủ tuổi thành niên ở Đan Mạch có thể ghi tên để được thử nghiệm nCoV.(FAZ)
- Thổ Nhĩ Kỳ sẽ áp dụng phong tỏa bốn ngày trên khắp đất nước, bắt đầu vào thứ Bảy, để ngăn chặn sự lây lan của coronavirus dịp lễ tôn giáo của Eid al-Fitr, khi người Hồi giáo thường tụ tập trong các nhóm gia đình lớn để ăn mừng. (NYT)

### 20 tháng 5
- Tổng số ca nhiễm và tử vong do nCoV ở Mỹ lần lượt là 1.569.659 và 93.473, sau khi ghi nhận thêm 19.365 ca nhiễm và 1.492 ca tử vong trong 24 giờ qua.
- Thủ tướng Justin Trudeau của Canada cho biết biên giới giữa nước ông và Mỹ sẽ tiếp tục đóng cửa thêm một tháng nữa. Nó không có hiệu lực đối với việc chuyên chở bằng xe lửa, xe tải và máy bay. Cả những người làm việc bên kia biên giới trong những ngành quan trọng cũng được phép qua lại. (NYT)
- Nga ghi nhận tổng cộng 299.941 ca nhiễm nCoV trên toàn quốc, cao thứ hai thế giới, trong đó 2.837 người đã chết.
- Tây Ban Nha báo cáo thêm 615 ca nhiễm và 69 ca tử vong, nâng tổng số lên lần lượt 278.803 và 27.778.
- Ca nhiễm và tử vong do nCoV ở Anh lần lượt là 248.418 và 35.341 sau khi báo cáo thêm lần lượt 2.412 và 545 ca.
- Italy ghi nhận thêm 813 ca nhiễm và 162 ca tử vong, nâng tổng số lên lần lượt 226.699 và 32.169.
- Pháp báo cáo thêm 882 ca nhiễm, nâng tổng số lên 180.809, trong đó 28.022 người chết, tăng 125 trường hợp.
- Đức ghi nhận thêm 70 ca tử vong vì nCoV, nâng số người chết do đại dịch ở quốc gia này lên 8.193 trong 177.827 ca nhiễm. (vnexpress)
- Vào đầu tháng 4, hơn hai triệu người Đức đã khai nghỉ bệnh - một con số cực kỳ lớn, hơn 840.000 so với thường lệ. (Welt)

### 21 tháng 5
- Tổng số ca nhiễm và tử vong do nCoV ở Mỹ lần lượt là 1.589.372 và 94.902, sau khi ghi nhận thêm 18.789 ca nhiễm và 1.369 ca tử vong trong 24 giờ qua.  (vnexpress)
- Tổng thống Hoa Kỳ Donald Trump lập luận rằng việc Hoa Kỳ có số ca nhiễm Covid-19 được xác nhận cao nhất thế giới là một "huy hiệu danh dự." Hoa Kỳ hiện có 1.5 triệu ca nhiễm virus corona và gần 92.000 ca tử vong, theo Đại học Johns Hopkins. (BBC)

### 24 tháng 5
- Tổng ca nhiễm và tử vong ở Mỹ, vùng dịch lớn nhất thế giới, là 1.666.244 và 98.661, tăng lần lượt 22.659 và 1.071 trường hợp. Tổng thống Mỹ Donald Trump tối 22/5 bất ngờ ban hành lệnh cho phép tụ tập tối đa 10 người ở bất kỳ bang nào, miễn họ duy trì hướng dẫn cách biệt cộng đồng.
- Brazil ghi nhận thêm 16.508 ca nhiễm và 965 ca tử vong, nâng ca nhiễm và tử vong lên lần lượt 347.398 và 22.013,
- Tổ chức Y tế Thế giới (WHO) tuyên bố Nam Mỹ là tâm dịch Covid-19 mới.
- Thêm 9.434 ca nhiễm và 139 ca tử vong được ghi nhận tại Nga trong 24 giờ qua, nâng ca nhiễm và tử vong lên lần lượt 335.882 và 3.388.
- Tây Ban Nha báo cáo thêm 466 ca nhiễm, thấp hơn đáng kể so với gần 1.800 ca hôm qua, và 50 ca tử vong, nâng tổng số lên lần lượt 282.370 và 28.678.
- Thủ tướng Pedro Sanchez hôm qua tuyên bố Tây Ban Nha sẽ cho phép du khách nước ngoài tới Tây Ban Nha từ 1/7 và khởi động lại giải bóng đá hàng đầu La Liga vào ngày 8/6.
- Anh ghi nhận 257.154 ca nhiễm và 36.675 ca tử vong, tăng lần lượt 2.959 và 282. Ca nhiễm và tử vong ở Anh đều giảm đáng kể so với mức 3.287 và 351 một ngày trước đó.
- Giới chức Anh cũng thông báo kể từ 8/6 sẽ cách ly những người nhập cảnh vào nước này trong hai tuần. Những người vi phạm yêu cầu cách ly có thể bị phạt tới hơn 1.200 USD.
- Italy ghi nhận thêm 669 ca nhiễm và 119 ca tử vong, nâng ca nhiễm và tử vong lên lần lượt 229.327 và 32.735.
- Ca nhiễm và tử vong do nCoV tại Pháp hiện là 182.469 và 28.332, tăng lần lượt 250 và 43 so với một ngày trước đó.
- Đức ghi nhận thêm 273 ca nhiễm và 14 ca tử vong vì nCoV, nâng số người nhiễm và chết do đại dịch ở quốc gia này lên 179.986 và 8.366. (vnexpress)

### 28 tháng 5
- Tổ Chức Y Tế Thế Giới và Hội Đồng Cấp Cao về Y Tế Công Cộng Pháp thông báo đề nghị dừng thử nghiệm lâm sàng Chloroquine. Một nghiên cứu nghiêm túc  (với 96.032 bệnh nhân) đăng trên tạp chí y học Anh Quốc The Lancet đã kết luận rằng chất chloroquine hay hydroxychloroquine, không chỉ không hiệu nghiệm trong việc chữa trị những người đã phải nhập viện vì nhiễm virus corona, mà còn làm tăng tỷ lệ tử vong và các trường hợp bị rối loạn nhịp tim.(RFI)
- Tổng số ca nhiễm và tử vong tại Mỹ là 1.745.152 và 102.065, tăng lần lượt 19.895 và 1.493 trường hợp. Trump cho phép tụ tập tối đa 10 người, miễn là duy trì quy tắc giãn cách xã hội.
- Brazil ghi nhận thêm 19.461 ca nhiễm và 1.049 ca tử vong, nâng tổng số ca nhiễm và tử vong lên lần lượt 411.821 và 25.598.
- Nga, ghi nhận thêm 161 người chết vì nCoV, nâng tổng số ca tử vong lên 3.968. Số ca nhiễm cũng tăng thêm 8.338, lên 370.680.
- Tây Ban Nha ghi nhận 283.849 ca nhiễm, tăng 510, thêm một ca tử vong, nâng tổng số người chết lên 27.118.
- Anh báo cáo 267.240 ca nhiễm và 37.460 ca tử vong, tăng lần lượt 2.013 và 412.
- Ca nhiễm và tử vong do nCoV tại Pháp là 182.913 và 28.596. Số ca tử vong mới là 66.
- Đức ghi nhận thêm 533 ca nhiễm và 36 ca tử vong vì nCoV, nâng số người nhiễm và chết do đại dịch ở quốc gia này lên 181.821 và 8.533.
- Peru với 135.905 ca nhiễm và 3.983 ca tử vong, tăng lần lượt 6.154 và 195 trường hợp.  (vnExpress)

### 29 tháng 5
- Cao Phúc, giám đốc Trung tâm Kiểm soát và Phòng ngừa dịch bệnh Trung Quốc, khẳng định khu chợ bán động vật và phòng thí nghiệm ở Vũ Hán không phải nơi khởi phát của nCoV. (vnexpress)